# Achyrachaena mollis
Achyrachaena mollis Schauer, 1837 è una pianta appartenente alla famiglia delle Asteraceae, diffusa in California, Oregon e Baja California. È l'unica specie del genere Achyrachaena.

## Galleria d'immagini

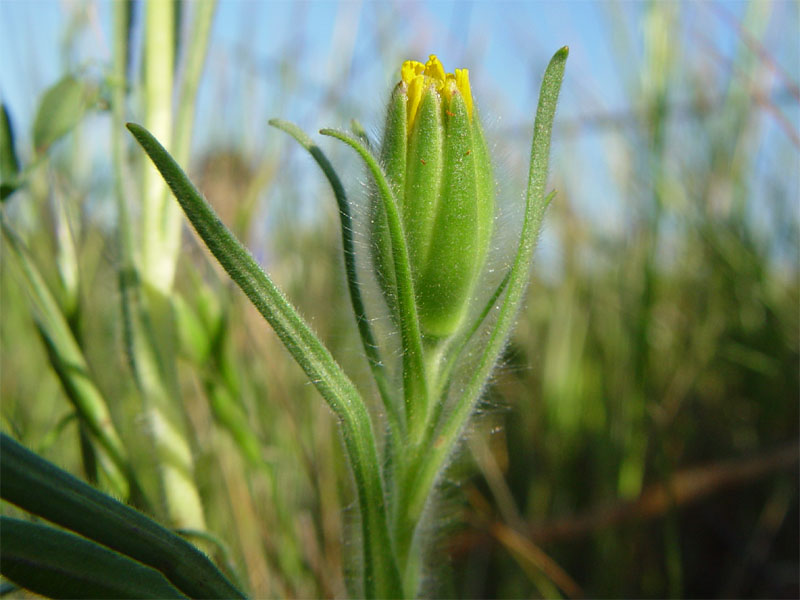
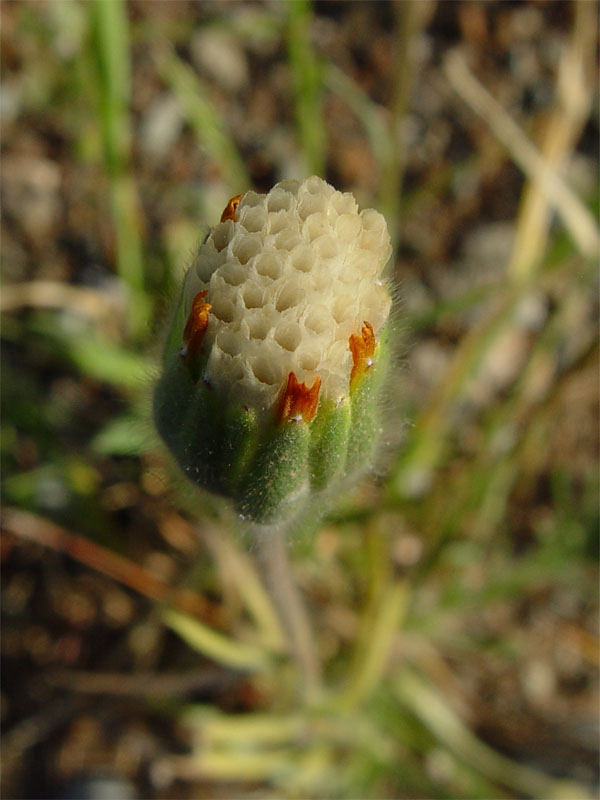
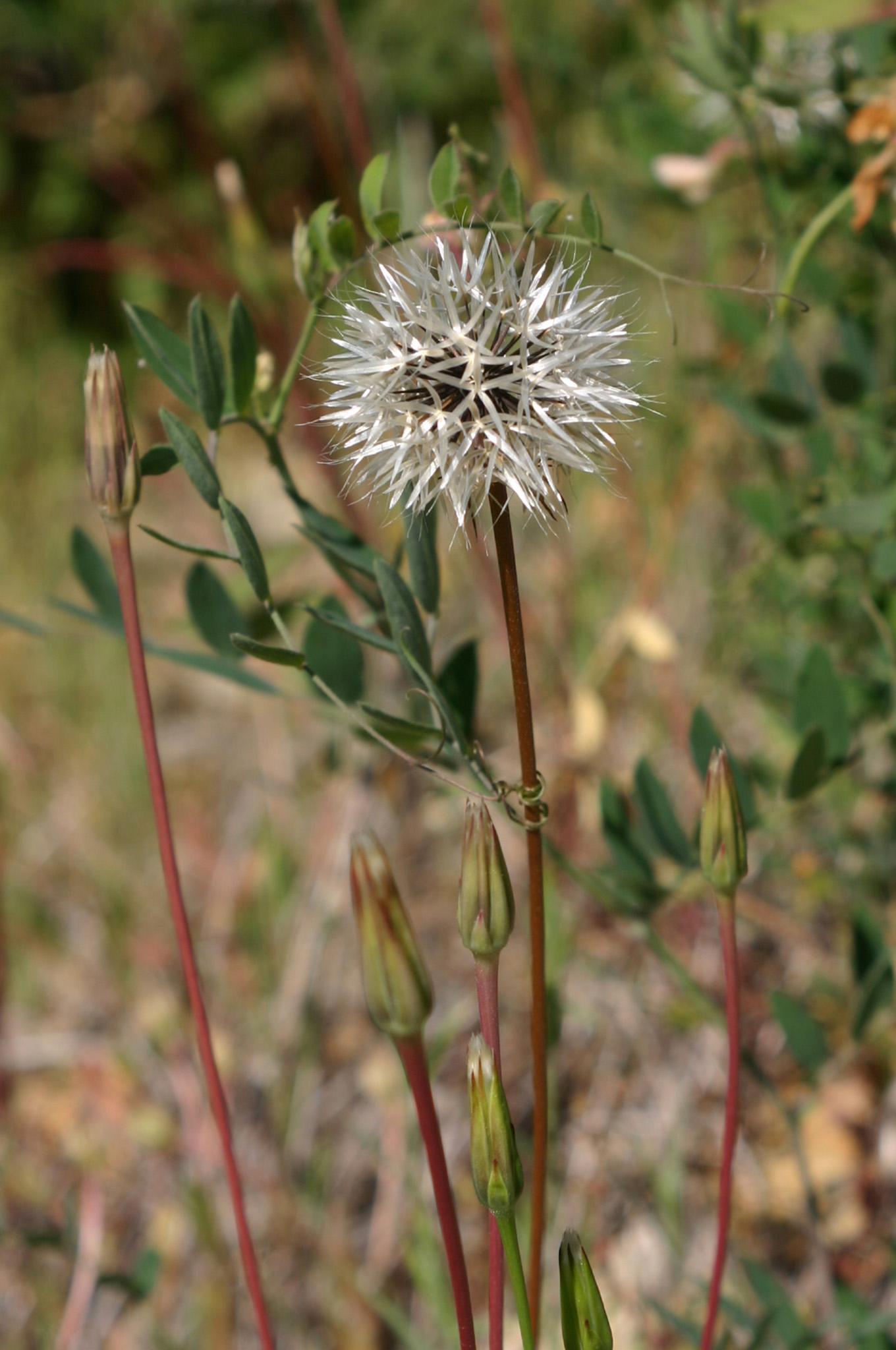